# Міжнародний сад миру
Міжнародний сад миру (англ. International Peace Garden) — ботанічний та скульптурний парк, розташований на кордоні Канади та США. Адміністративно поділений між американським штатом Північна Дакота та канадською провінцією Манітоба.

## Опис
Парк площею 946 гектарів був відкритий 14 липня 1932 року як символ мирних взаємин двох націй. У парку щороку висаджують близько 155 000 квітів..
Щоліта в парку проходять дві події: «International Music Camp» і «Legion Athletic Camp». Трохи на схід від Міжнародного саду миру (на американській стороні) розташований однойменний аеропорт.
Дістатися до парку можна автодорогою US 281 (з американської сторони) або по шосе 10 (з канадської сторони); найближче місто з американської сторони — Дансіт, з канадської — Буассевен. Міжнародний сад миру майже впритул межує з провінціальним парком «Черепашача Гора» (Канада). Відвідувачі парку, як американці, так і канадці, з якого б боку вони не в'їхали в парк, не проходять митницю й можуть вільно пересуватися парком, перетинаючи державний кордон без будь-яких обмежень. Парк працює цілодобово.
У 1956 році напис «Штат Саду миру» (англ. Peace Garden State) була додана на автомобільні номери Північної Дакоти, а в наступному році Законодавчі збори Північної Дакоти затвердили це прізвисько як офіційне для штата.

### Пам'ятки
- Квітковий годинник діаметром 5,5 метрів, який складається з 2000—2500 рослин[1] (дизайн оновлюється щороку). Цей годинник в 1966 році встановила швейцарська компанія Bulova, але в 2005 році вони були замінені на годинник американської компанії із Сент-Луїса[2].
- Карильйон із 14 дзвонами[2] виробництва компанії Gillett & Johnston[en] — подарунок парку від Центральної об'єднаної церкви Брендона, зроблений у 1972 році.
- Уламки веж Всесвітнього торгового центру, знищеного терористами 11 вересня 2001 року.
- Чотири бетонні вежі-близнюки висотою по 37 метрів з капелою між ними, на якій написані відомі цитати про мир. Ці монументи, кожен вагою по 5,5 тонн, були встановлені в 1982 році[2]. Через відсутність належного догляду в 2015 році ці вежі були визнані небезпечними й закриті для підходу, а в 2017 році вони були знесені.
- Музей North American Game Warden Museum[en][6].

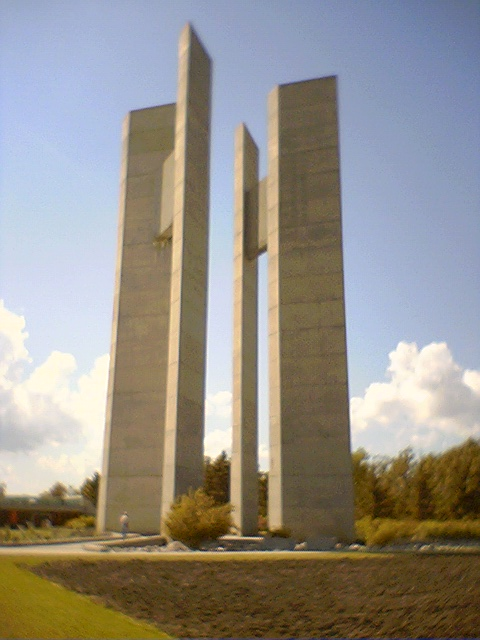
37-метрові бетонні вежі-близнюки
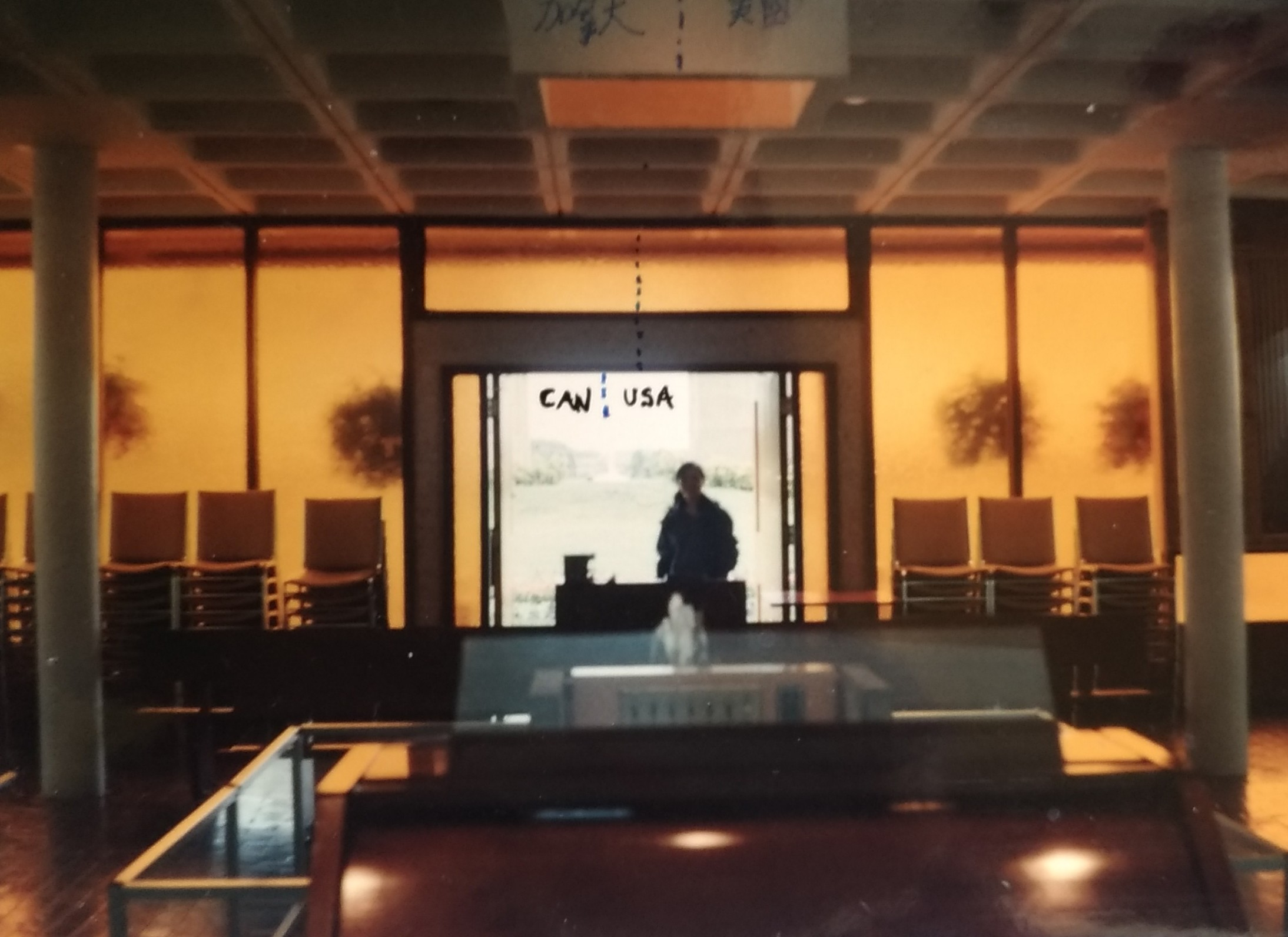
…та каплиця між ними
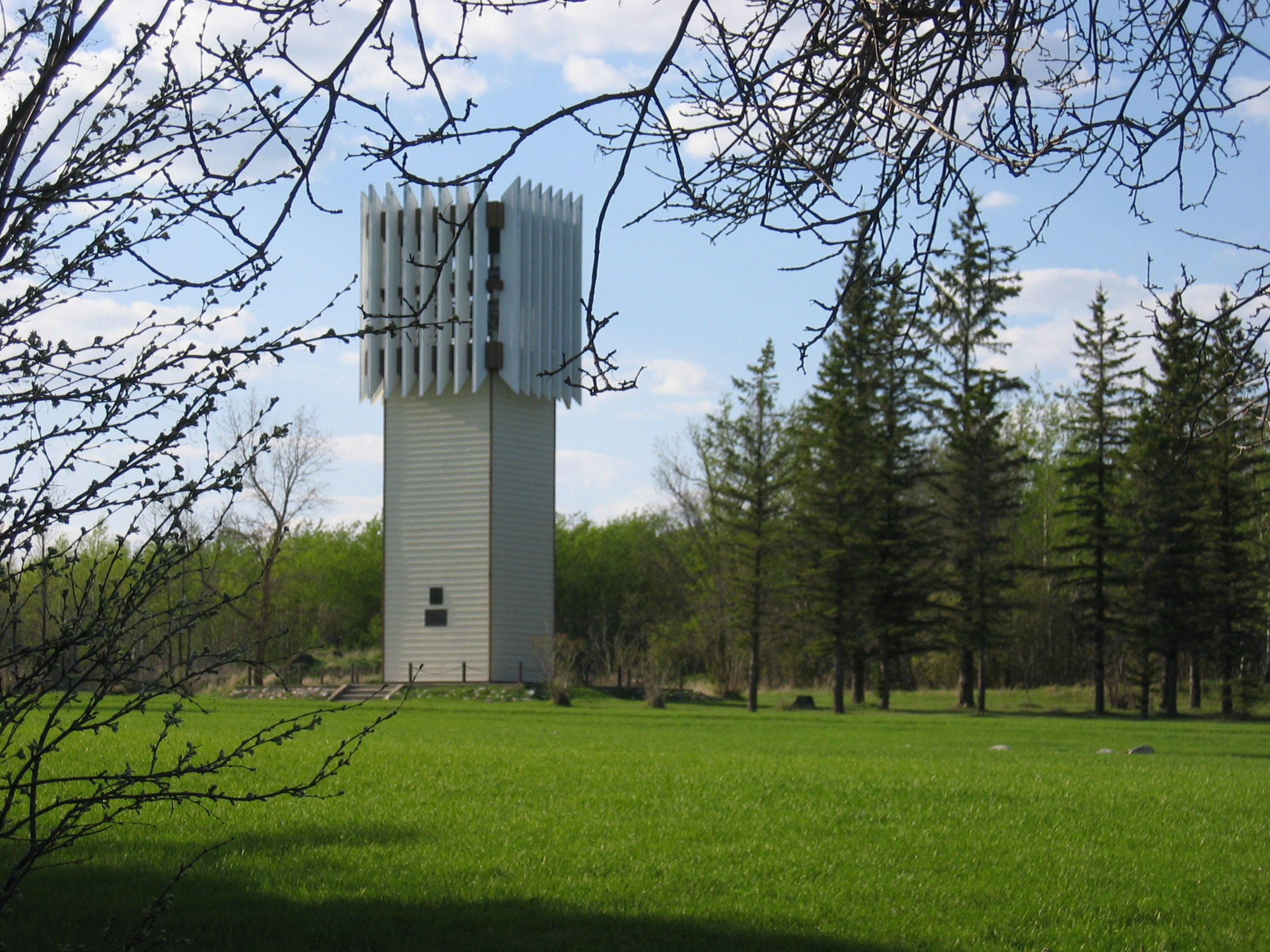
Карильйон
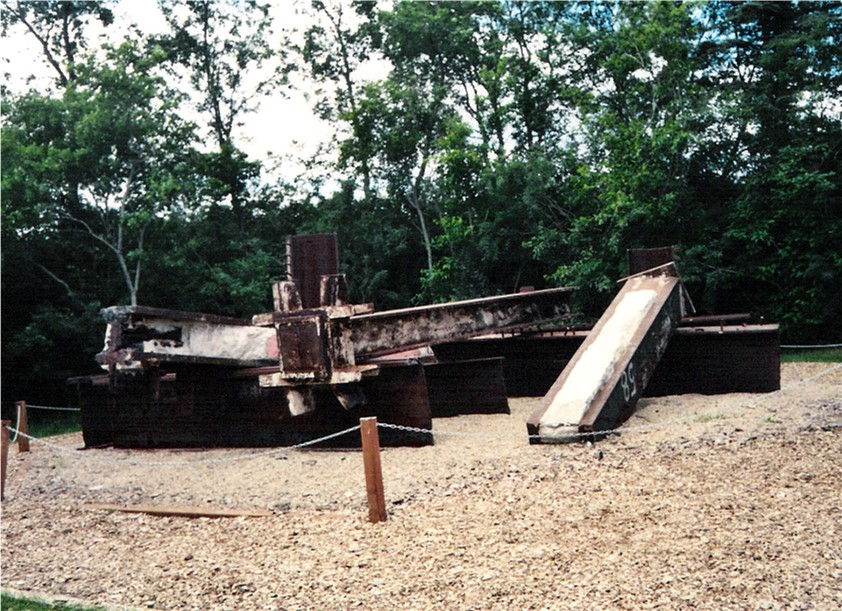
Уламки веж Всесвітнього торгового центру